# Robin e Marian
Robin e Marian (Robin and Marian) è un film del 1976 diretto da Richard Lester.

## Trama
1199. Robin Hood, abbandonati i panni di "ladro che ruba ai ricchi per dare ai poveri" è diventato un rispettato guerriero al servizio di Riccardo Cuor di Leone, nelle Crociate. Quando gli viene ordinato di conquistare un castello che potrebbe nascondere un immenso tesoro, egli si rifiuta, poiché nel castello abitano solo un uomo anziano, donne e bambini. Riccardo, furioso, rinnega l'amico e ne ordina l'esecuzione, ma prima che questa abbia luogo, il re viene colpito da una freccia lanciata dall'anziano abitante del castello. Il re in punto di morte decide di liberare Robin.
Dopo la morte di Riccardo, Robin e Little John tornano in Inghilterra, trascorsi ormai vent'anni di assenza. Nella foresta di Sherwood i due si ritrovano coi vecchi compagni: Will Scarlett e Fra' Tuck. Hood solo allora chiede notizie di Lady Marian e così apprende che quest'ultima è diventata suora e si fa chiamare Madre Janet. Quando Robin si reca dalla sua vecchia amata, scopre che il suo storico nemico, lo Sceriffo di Nottingham, ne ha ordinato l'arresto. Marian è pronta a consegnarsi e Robin tenta di salvarla, contro la sua volontà.
Robin torna a rifugiarsi nella foresta con un ridotto numero di compagni. Quando lo sceriffo con un grosso contingente di soldati giunge ai margini del bosco e si accampa per preparare uno scontro finale, Hood anziché darsi alla macchia desidera affrontare l'acerrimo nemico. Esce allo scoperto e propone un singolo duello in cui il vincitore avrebbe decretato le sorti della battaglia. Nel frattempo Marian fugge dal campo di battaglia. I contadini e i pastori di gregge osservano in modo disinteressato l'evento di guerra che sta per iniziare. Sono trascorsi molti anni dai fasti della leggenda di "Robin di Sherwood", il combattimento è alterno e i due contendenti faticano a colpirsi mortalmente e a rimanere in piedi, stremati più dalla fatica che dall'avversario. Quando lo scontro sembra essere ormai favorevole allo sceriffo, che volutamente evita di colpire Robin, egli viene trafitto a morte da un ingannevole Robin. Ugualmente Robin è stato gravemente ferito e non può scappare. Gli uomini dello Sceriffo, disattendendo le promesse, si disinteressano di Hood e attaccano i ribelli, sottomettendoli facilmente. Solo Little John accorre e con Marian riescono a portare Robin in un convento. Egli, pieno di adrenalina, vaneggia una vittoria (sulla tirannia) che non c'è stata e pensa di poter rimettersi per tornare a una serie di avventure. Marian invece è conscia della situazione, delle ferite fisiche e morali e del tempo trascorso. Prepara un medicinale e Robin, ancora euforico per l'uccisione del nemico (mentre i suoi compagni sono tutti morti o catturati) solo per averlo bevuto, dichiara di sentirsi meglio. Improvvisamente, non appena si accorge di non sentire più le gambe, capisce che si trattava di una bevanda avvelenata e chiama Little John, ma anche Marian ha bevuto dallo stesso calice.
Marian ha agito per amore, perché, dopo le ferite ricevute, egli non sarebbe mai più stato lo stesso, non avrebbe mai più avuto giorni gloriosi come quello. Marian dunque spiega allo stremato Robin che, nonostante la sofferenza da lei patita dovuta all'abbandono, lei ha continuato ad amarlo più di qualunque altra cosa, "più di Dio", più della sua stessa vita e Robin (conscio del tradimento da lui perpetrato) capisce che il (suo) tempo è ormai trascorso.
Little John rimane accanto a Robin, mentre quest'ultimo lancia una freccia, fuori dalla finestra, per indicare dove dovrà essere seppellito insieme a Marian, augurandosi così di tornare, anche se nella morte, alla sua amata foresta.